# Bivolček
Bivolček ali zelena grbovka (znanstveno ime Stictocephala bisonia) je vrsta grbastih škržatkov, ki izvira iz Severne Amerike, danes pa je razširjena tudi po večini južne Evrope, Bližnjem vzhodu in Severni Afriki. Včasih jo imenujejo tudi Ceresa bisonia.

## Opis in biologija
Odrasli bivolčki dosežejo v dolžino med 8 in 10 mm in so svetlo zelene barve s prozornimi krili. Predprsje je podaljšano do konca zadka, razširjeno je tudi stransko, da ima od spredaj gledano obliko narobe obrnjenega trikotnika. Ta oblika jim pomaga, da se zlijejo z okolico.
Bivolček ima enoletno generacijo, ki se začne tako, da samice v mesecu oktobru zalegajo jajčeca z leglico v podkvaste žepke v lubju na mlade vejice gostiteljskih lesnatih rastlin na višini 1,5 do 2,5 m visoko na deblu. Skupaj posamezna samica odloži do 200 jajčec v skupinah od 1 do 15 ter jih zalije z žleznimi izločki. Embrionalni razvoj se začne jeseni, pozimi pa jajčeca mirujejo. Spomladi se izležejo nimfe, ki krajši čas sesajo na listnih popkih rastlin, na katerih so se izlegle, nato pa se spustijo na tla. Tam se preselijo na zelišča, kjer nadaljujejo z intenzivnim hranjenjem. Nimfe v 55 do 80 dneh preidejo skozi pet stadijev, julija pa se razvijejo imagi.

## Škodljivost
Bivolček se hrani s sesanjem rastlinskih sokov, zaradi česar lahko prenaša rastlinske bolezni, ki se kažejo kot odmiranje kambija in deformacije rastlin. Kjer se preveč namnoži, postane škodljivec sadnega drevja. Pri tem so predvsem ranljivi mladi jabolčni sadovnjaki.